# Грохова (Тшебницький повіт)
Грохова (пол. Grochowa) — село в Польщі, у гміні Завоня Тшебницького повіту Нижньосілезького воєводства.
Населення — 119 осіб (2011).
У 1975-1998 роках село належало до Вроцлавського воєводства.

## Демографія
Демографічна структура станом на 31 березня 2011 року:
|          | Загалом | Допрацездатний вік | Працездатний вік | Постпрацездатний вік |
| -------- | ------- | ------------------ | ---------------- | -------------------- |
| Чоловіки | 57      | 16                 | 36               | 5                    |
| Жінки    | 62      | 13                 | 37               | 12                   |
| Разом    | 119     | 29                 | 73               | 17                   |